# مدرسه کسب‌وکار شولیچ
مدرسه کسب‌وکار شولیچ(به انگلیسی: Schulich School of Business) مدرسه کسب‌وکار دانشگاه یورک (کانادا) واقع در تورنتو است. این مؤسسه برنامه‌های کارشناسی و کارشناسی ارشد و برنامه‌های دیپلم در مدیریت بازرگانی، امور مالی، حسابداری، تجزیه و تحلیل تجاری، مدیریت دولتی و تجارت بین‌الملل و همچنین تعدادی برنامه دکترا ارائه می‌دهد. این مدرسه که در ابتدا با نام دانشکده مطالعات اداری شناخته می‌شد، در سال ۱۹۹۵ به نام سیمور شولیچ، یک نیکوکار که ۱۵ میلیون دلار به این مدرسه کمک کرده است، تغییر نام داد.